# Сорокский район
Соро́кский райо́н (рум. Raionul Soroca, Район Сороки) — административно-территориальная единица Республики Молдова.

## География
Сорокский район расположен на севере Молдовы возле границы с Украиной, проходящей по реке Днестр. Граничит с Дондюшанским, Дрокиевским и Флорештским районами. Предположительно войдёт в состав нового еврорегиона «Днестр».

## История
Как и большинство районов Молдавской ССР, образован 11 ноября 1940 года с центром в городе Сороки. До 16 октября 1949 года находился в составе Сорокского уезда, после упразднения уездного деления перешёл в непосредственное республиканское подчинение.
С 31 января 1952 года по 15 июня 1953 года район входил в состав Бельцкого округа, после упразднения окружного деления вновь перешёл в непосредственное республиканское подчинение.
31 октября 1957 года в состав Сорокского района передана часть территории упраздняемого Вертюжанского района.
19 декабря 1962 года город Сороки был передан в республиканское подчинение и выведен из состава района.
25 декабря 1962 года Сорокский район был упразднён, но уже через два года (23 декабря 1964 года) — восстановлен.
С 1999 года по 2002 год, в рамках проводимой административной реформы, район являлся частью Сорокского уезда. После упразднения уездного деления, район вновь стал самостоятельной административной единицей.

## Население
|        | 2003 год | 2004 год | 2005 год | 2006 год |
| ------ | -------- | -------- | -------- | -------- |
| Сороки | 38 800   | 38 700   | 28 400   | 35 000   |
| сёла   | 63 850   | 63 600   | 66 400   | 65 900   |
| Всего: | 102 650  | 102 300  | 94 800   | 100 900  |

## Достопримечательности
- В центре Сорок расположена Сорокская крепость. Недалеко находится ущелье Бекир со скальными кельями IX века. В 7 км к северу от Сорокской крепости расположено знаменитое село каменщиков Косоуцы с монастырём и ландшафтным заповедником.
- На окраине города Сороки, на скале над Днестром, возведён памятник «Свеча Признательности» в память всем неизвестным героям, сохранившим культуру, язык и историю Молдовы.
- В селе Рудь находится пещера со следами доисторического прошлого, пейзажный заповедник, мыссовые античные оборонительные укрепления (IV—III вв. до н. э.), две круглые земляные крепости (IX—XII вв.) — «Турецкая тарелка» и «Германарий», мужской монастырь.
- Село Рудь входит в число объектов Всемирного наследия ЮНЕСКО, так как через него проходит Дуга Струве.